# Софійська площа (Київ)
Софі́йська пло́ща — площа у Шевченківському районі міста Києва, місцевість Старий Київ. Розташована між Володимирською вулицею, Володимирським проїздом, вулицями Алли Тарасової, Софійською і Рильським провулком.

## Історія

### Древні часи
У 1036 році Ярослав Мудрий розгромив на місці Софійської площі печенігів. Як площа утворилася на «полі вне града» після побудови Софійського собору (1036 рік) і від того часу знана як Старокиївська площа.

### ХІХ століття
Згодом територію площі було забудовано, на початку ХІХ століття тут знаходилося монастирське стаєнне подвір'я.
Близько 1840 року на місці колишнього подвір'я було знову влаштовано площу.
Після спорудження в 1854–1857 роках будівлі Губернських Присутствених місць вона була відокремлена від сусідньої Михайлівської площі та сформована в теперішніх межах.
У 1869 році було затверджено офіційну назву площі — Софіївська (рос. дореф. Софіевская).

### Відкриття пам'ятника Богданові Хмельницькому
Пам'ятник Богданові Хмельницькому урочисто відкритий 11 (23) липня 1888 року в рамках святкування 900-річчя Хрещення Русі.

### Миропомазання Павла Скоропадського на Гетьмана України
29 квітня 1918 року, після обрання Всеукраїнським з'їздом хліборобів Павла Скоропадського Гетьманом України, відбулося миропомазання Скоропадського та проведено урочистий молебень.

### Акт Злуки
23 січня 1919 року було урочисто виголошено ухвалений напередодні універсал Директорії про об'єднання УНР і ЗУНР у соборну Україну.

### Період радянської влади
З 1921 року — площа Червоних героїв Перекопу, через перемогу Червоної армії над військами Врангеля під Перекопом у 1920 році. 1926 року назву було узагальнено — площа Героїв Перекопу. У період німецької окупації у 1941–1943 роках — Софійська площа.
З 1944 року — площа Богдана Хмельницького, оскільки в її центрі — пам'ятник українському гетьманові (споруджений у 1888 році). Початкову назву повернули 1993 року.

## Софійська площа в суспільно-політичному житті Києва
З часів Київської Русі площа була суспільним центром міста, тут проводилися вічові збори. У XVI–XIX століттях тут існувало торжище, збиралися ярмарки.
На Софійській площі у 1648 році кияни вітали козаків Богдана Хмельницького, які перемогли польсько-шляхетське військо.
На початку XX століття тут проходили численні мітинги та демонстрації різних політичних сил і течій, у 1943 році кияни тут збирались на мітинг з приводу звільнення Києва від німецьких загарбників, у 1961 році — з приводу нагородження міста-героя Києва другим орденом Леніна.
У нові часи з 1990-х років площа — постійне місце збору киян з суспільно-значущих подій. Так, 21 січня 1990 року в переддень свята Злуки в Києві на Софійській площі i у Львові біля пам'ятника Іванові Франку відбулися мітинги-молебні. Саме звідси починалася одна з найграндіозніших акцій Народного Руху України 1990-х років — Живий ланцюг, який з'єднав Київ, Львів та Івано-Франківськ і охопив до 1 млн учасників.
7 червня 2014 року на площі Президент України Петро Порошенко склав присягу Головнокомандувача Збройних сил України, після чого відбулася церемонія представлення командувачів видами Збройних Сил України та урочистого підняття штандарта Президента України.

## Поховання
На площі біля брами дзвіниці Софійського монастиря похований Святіший Патріарх Київський і всієї Руси-України Володимир (у миру Василь Омелянович Романюк, 1925—1995).

## Галерея

### Історичні

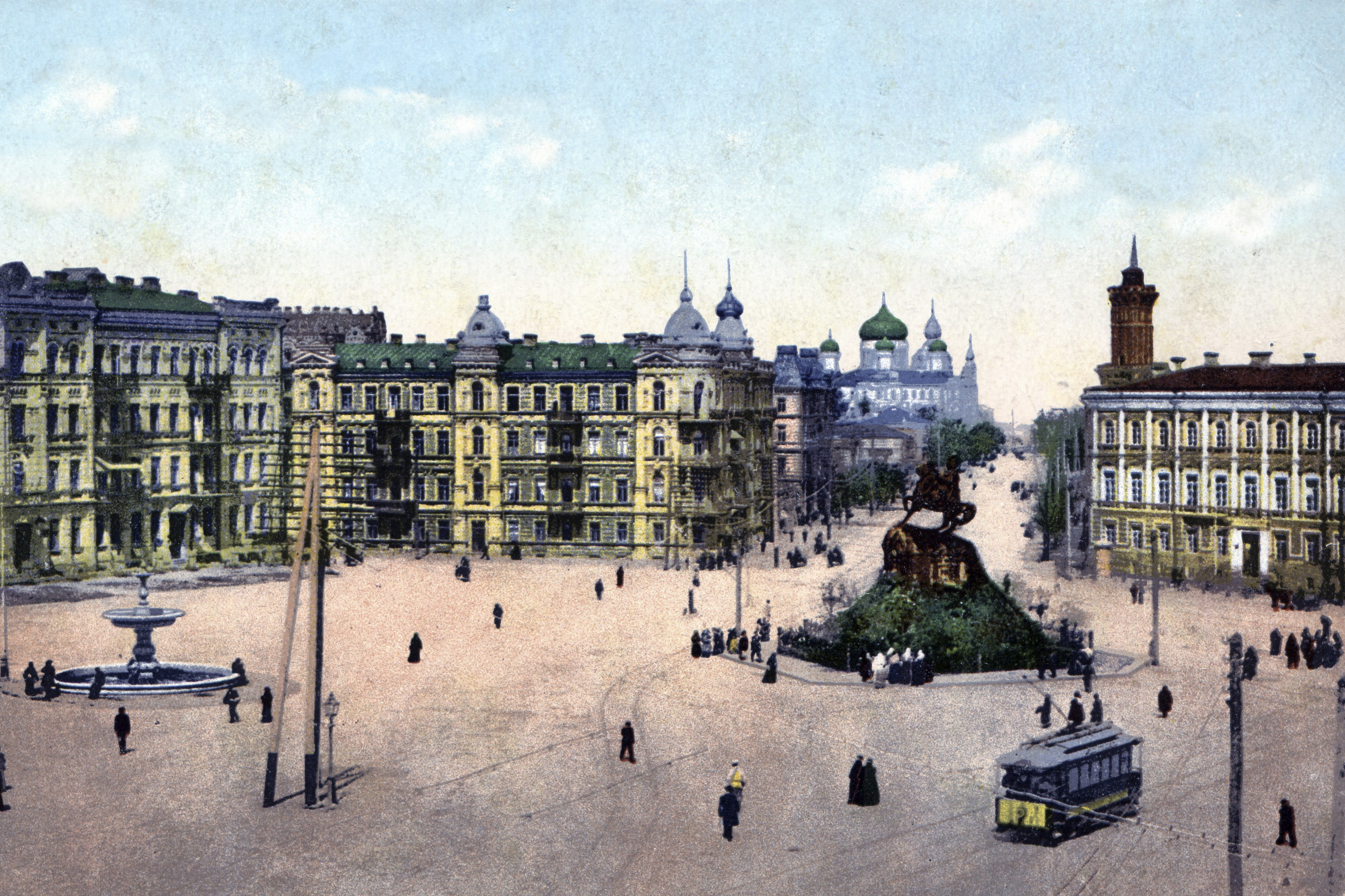
Листівка 1900-х років
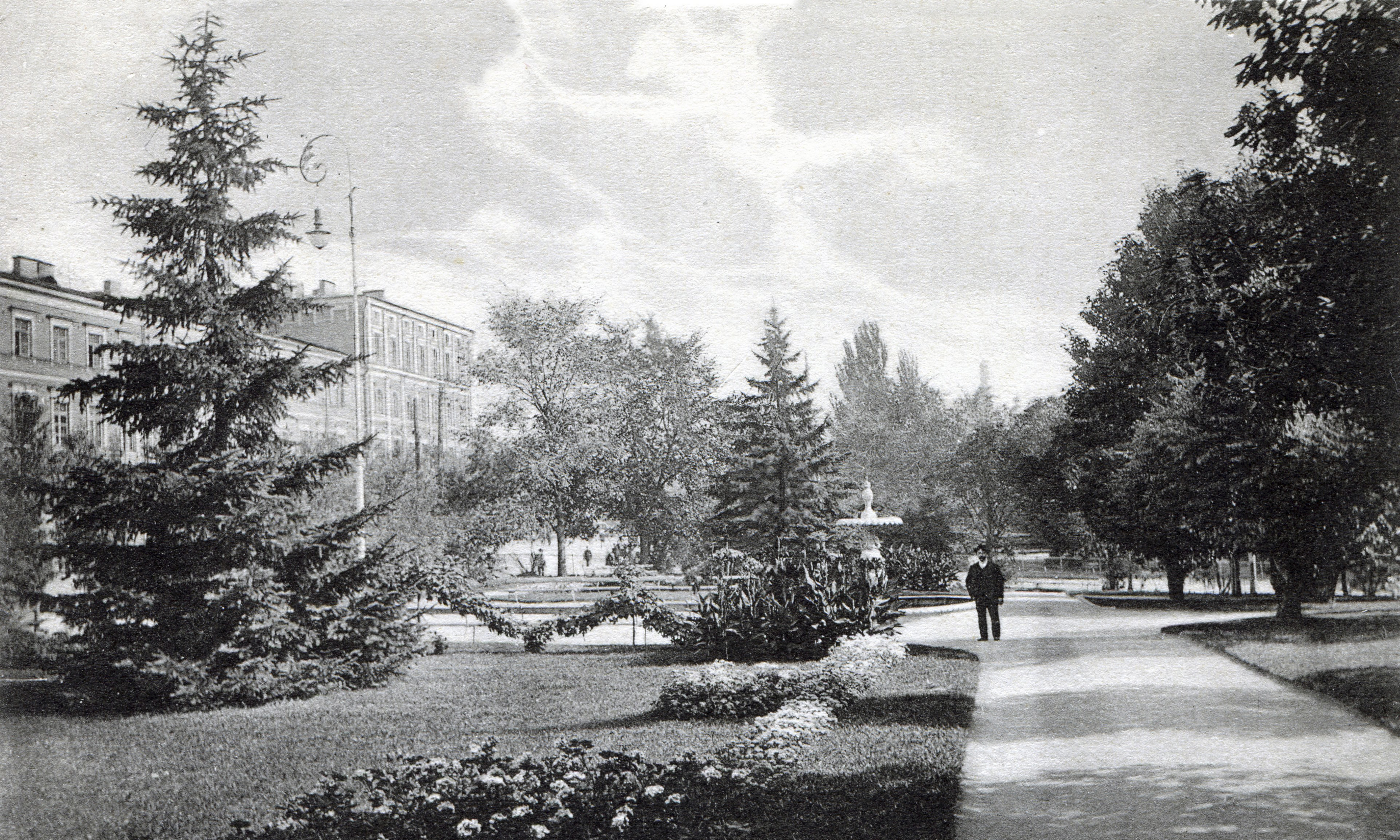
Сквер на Софійській площі
Маніфестація прихильників Української Народної Республіки на Софійській площі, 17 березня 1917
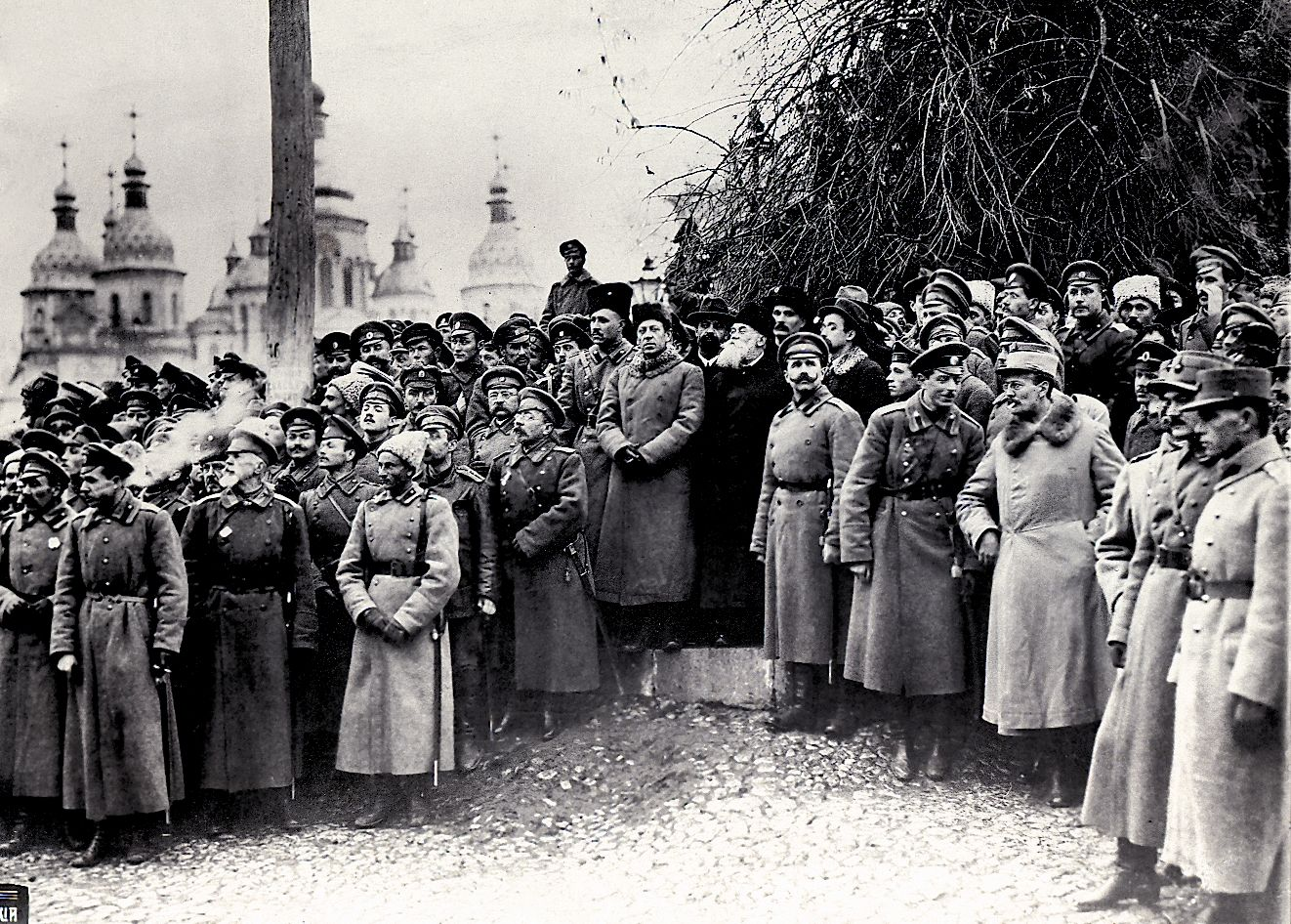
Проголошення ІІІ Універсалу УЦР на Софійській площі. У центрі — Симон Петлюра, Михайло Грушевський, Володимир Винниченко. 1917
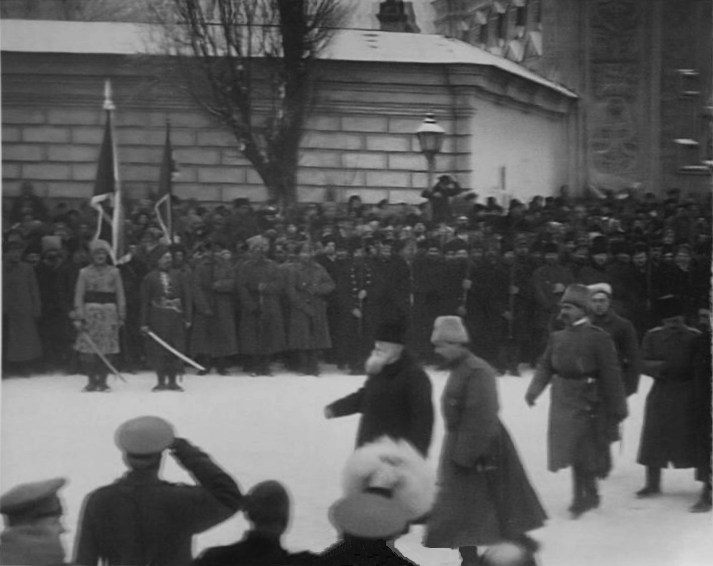
Михайло Грушевський на військовому параді на Софійській площі в Києві, 1917
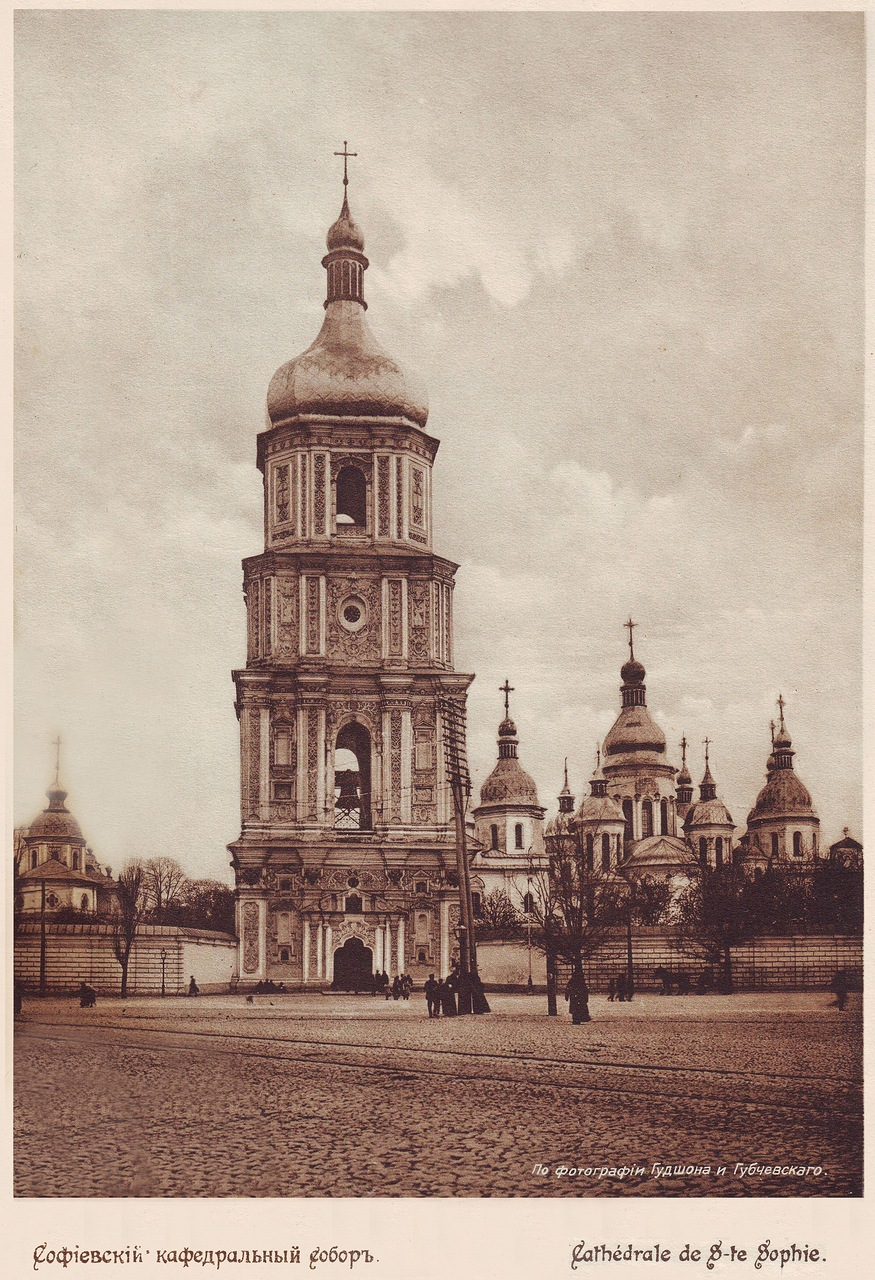
Софійський кафедральний собор, початок 1910-х
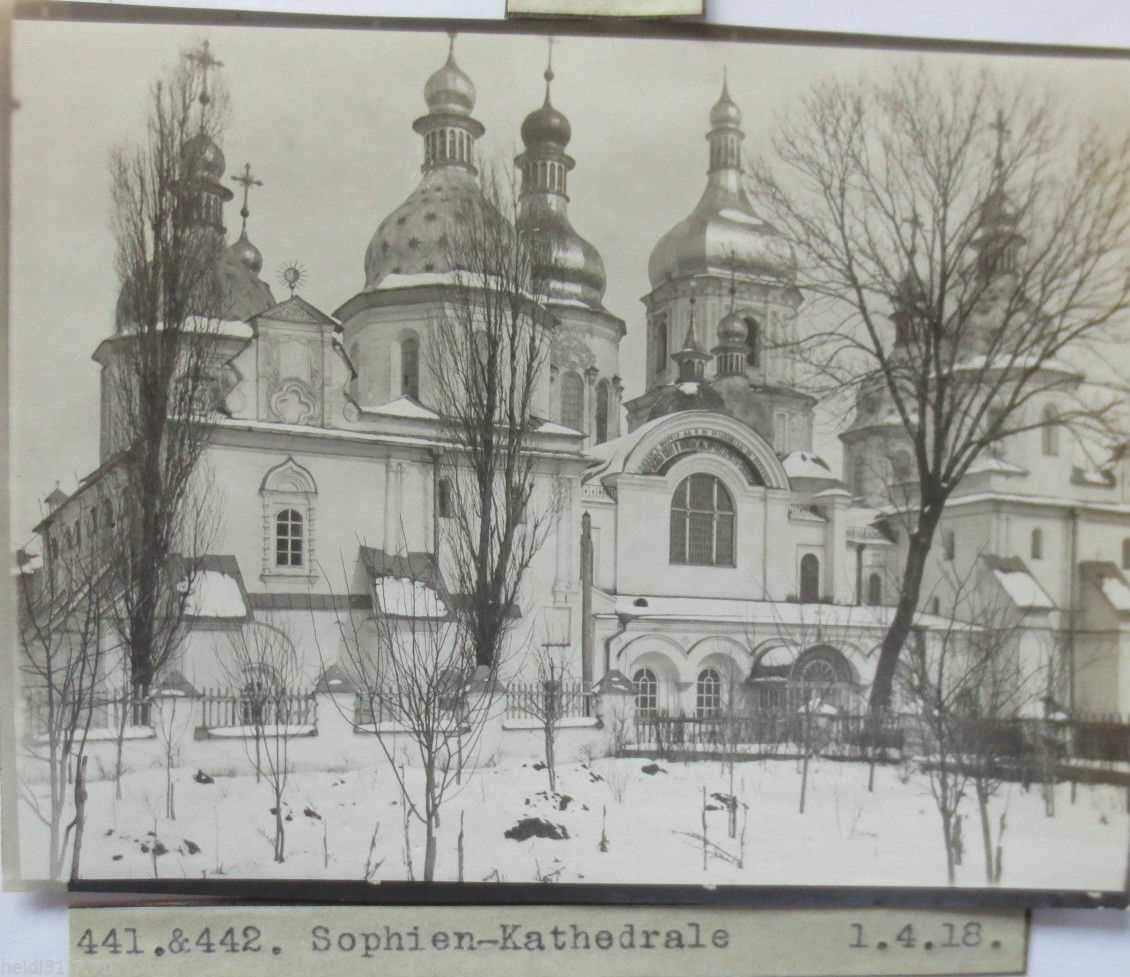
Фасад Софійського собору, 1918
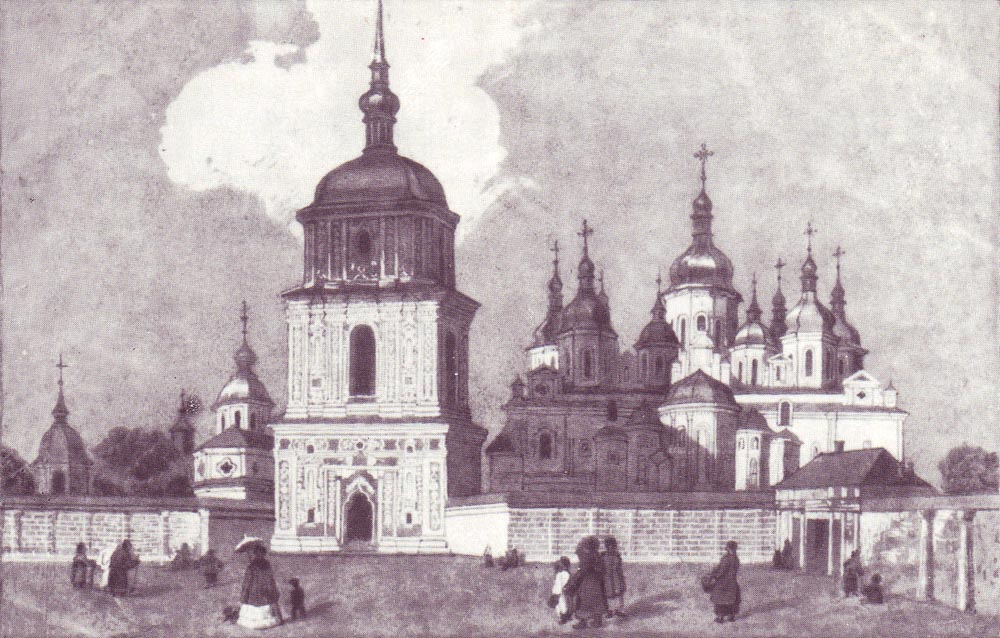
Софіївський монастир у Києві. Акварель М. Сажина. 1840-і
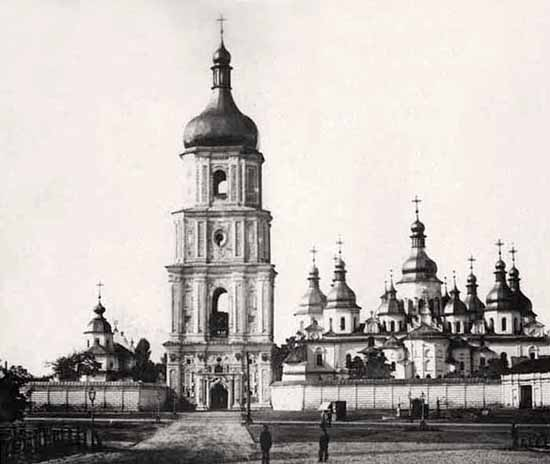
Софійський собор вже із чотириярусною дзвіницею. Фото кінця ХІХ століття
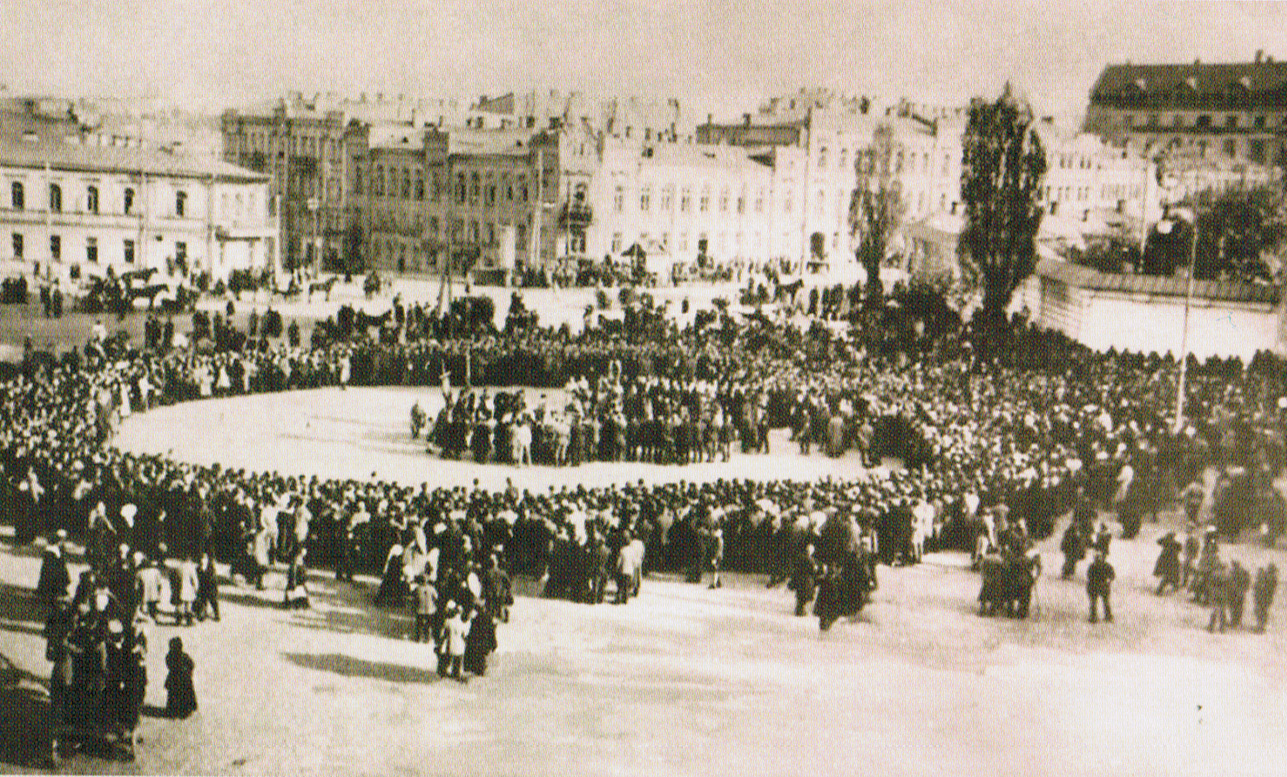
Молебень на Софійській площі в Києві з нагоди проголошення Павла Скоропадського гетьманом
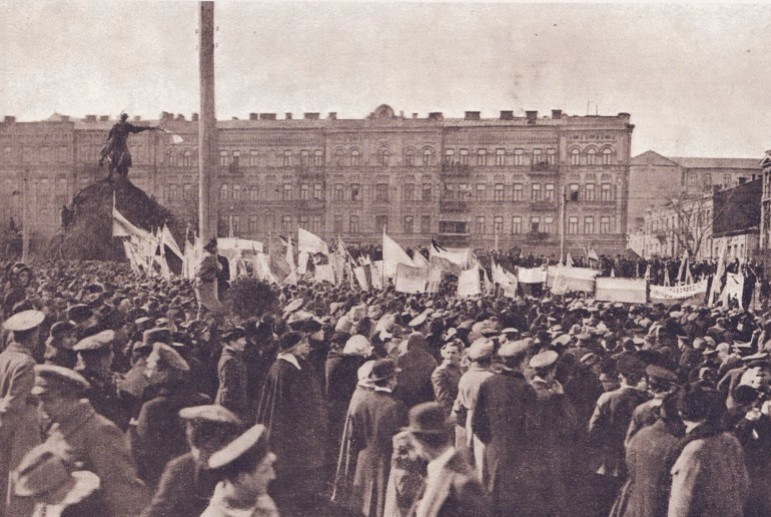
Свято Свободи на Софійській площі, 19 березня 1917

### Мітинги і віча на площі в 1990-ті роки

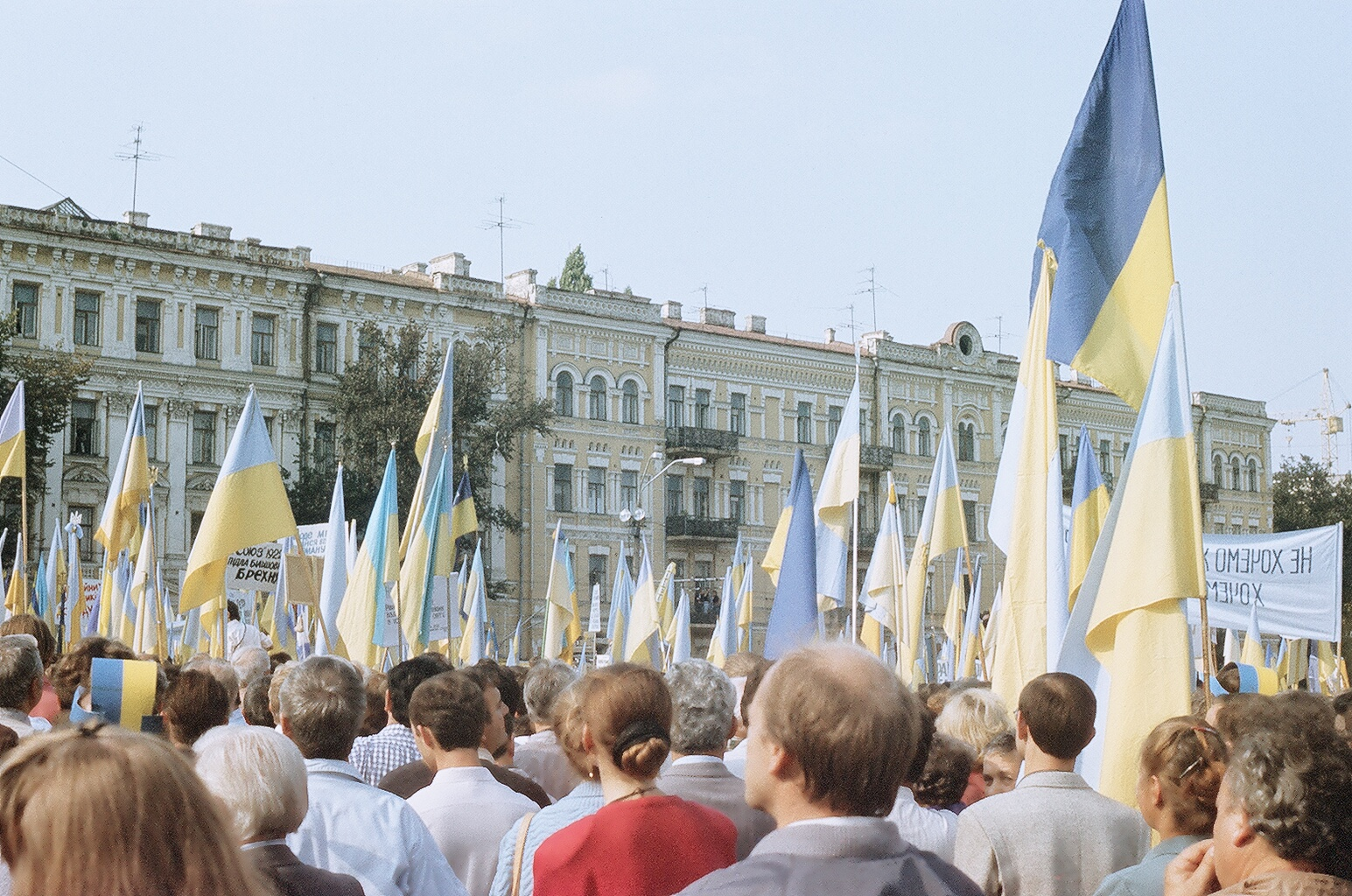
Мітинг-віче на Софійській площі. 1990-ті роки
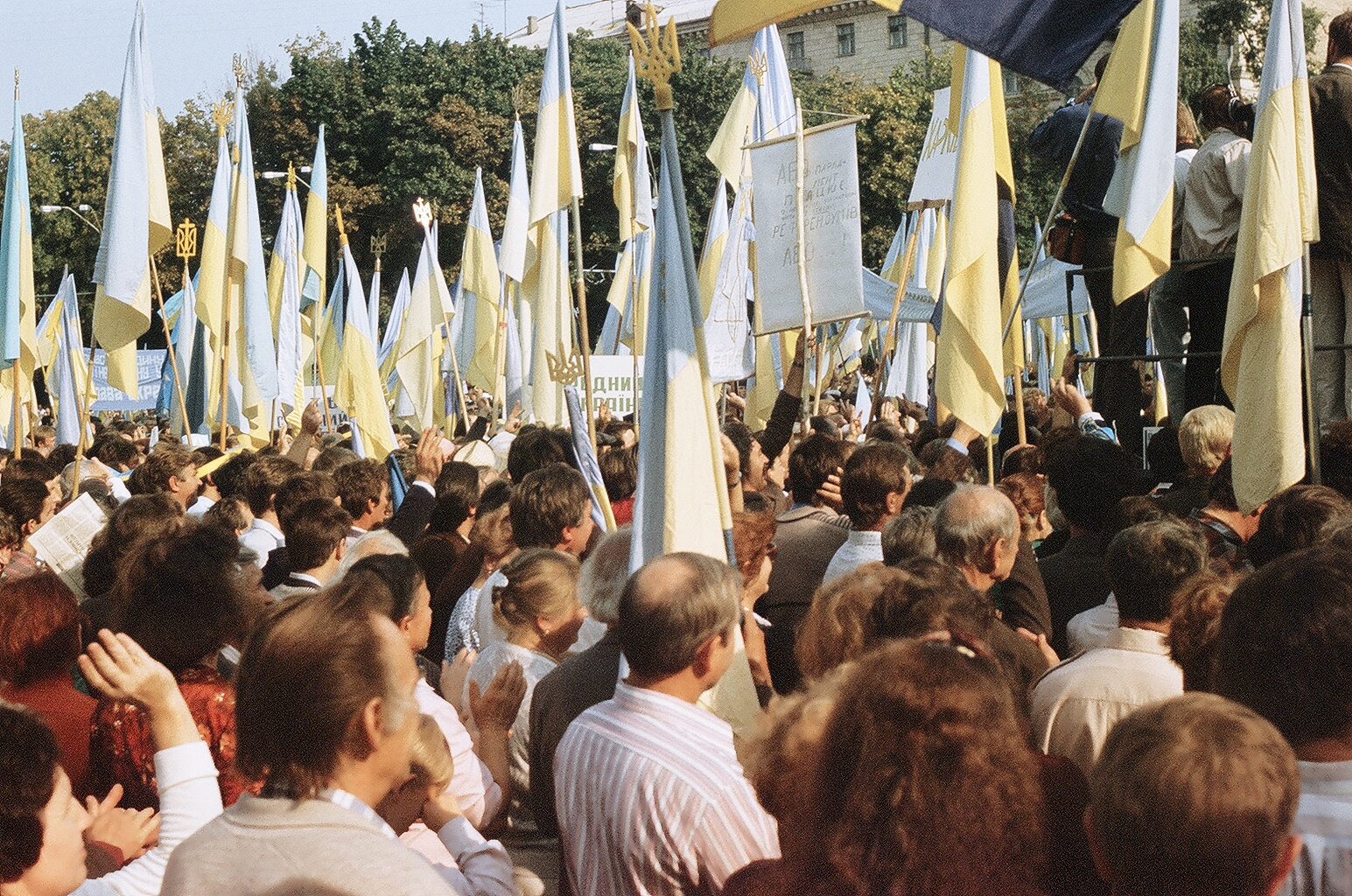
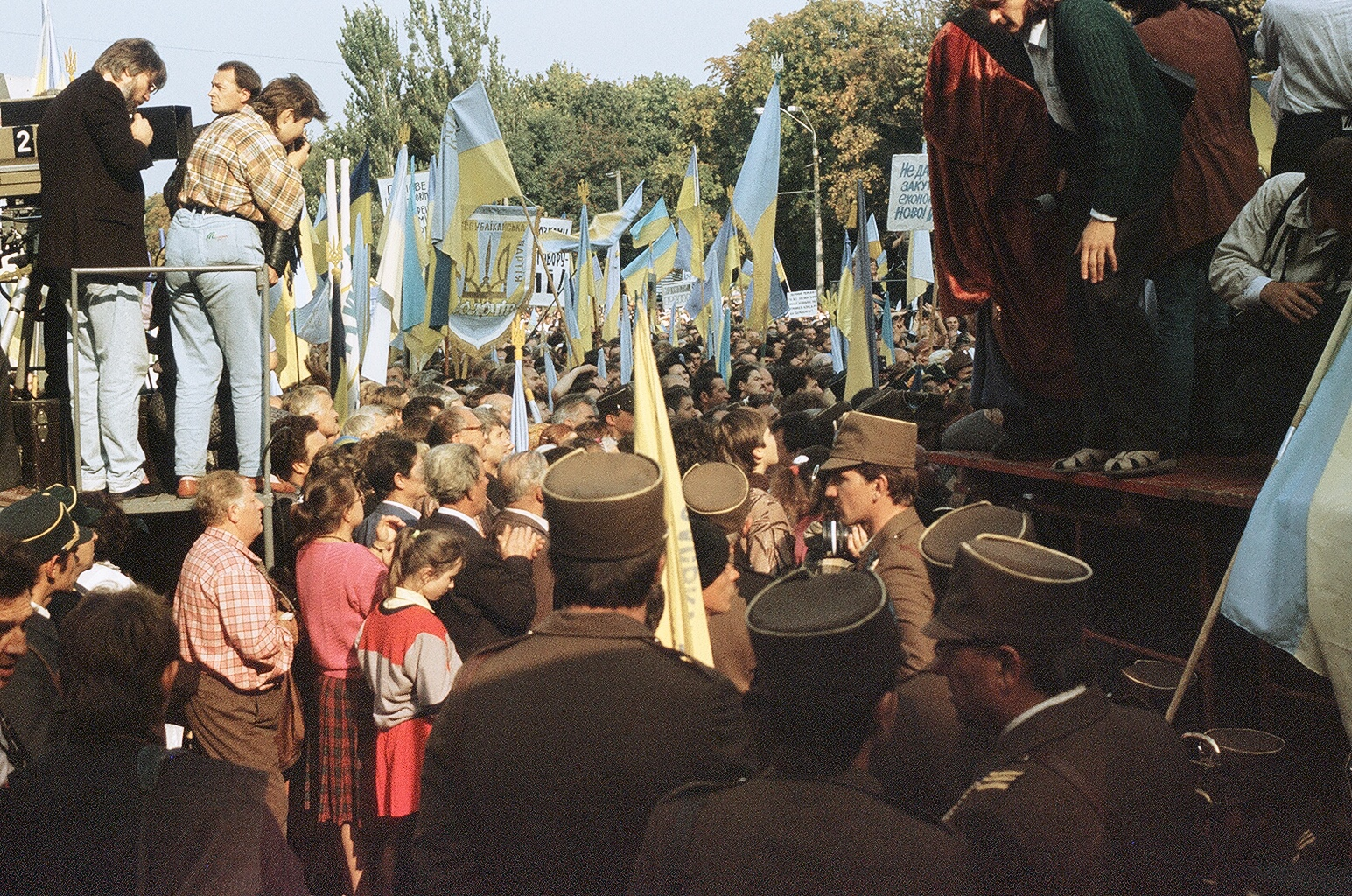
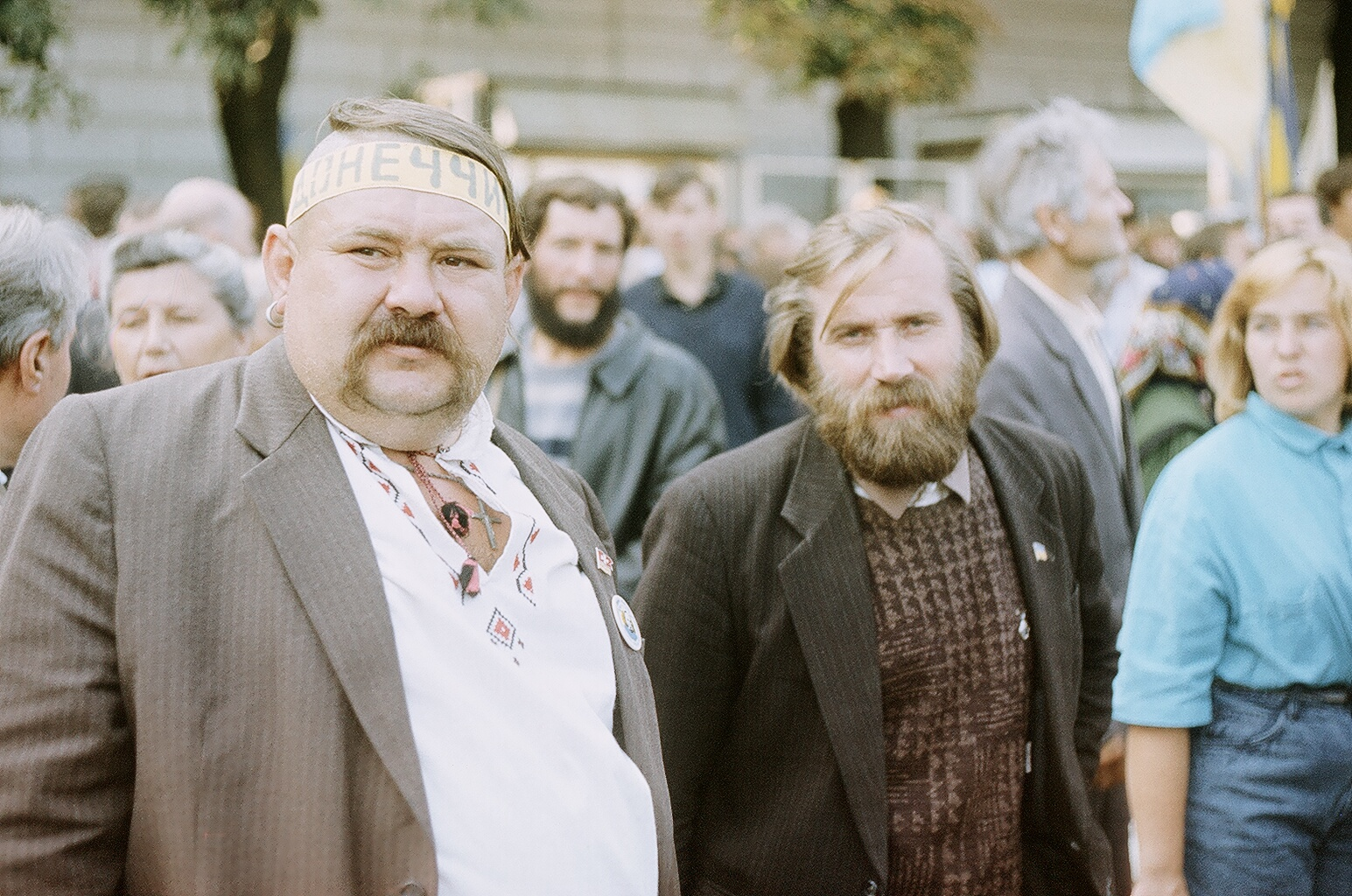

### Краєвиди

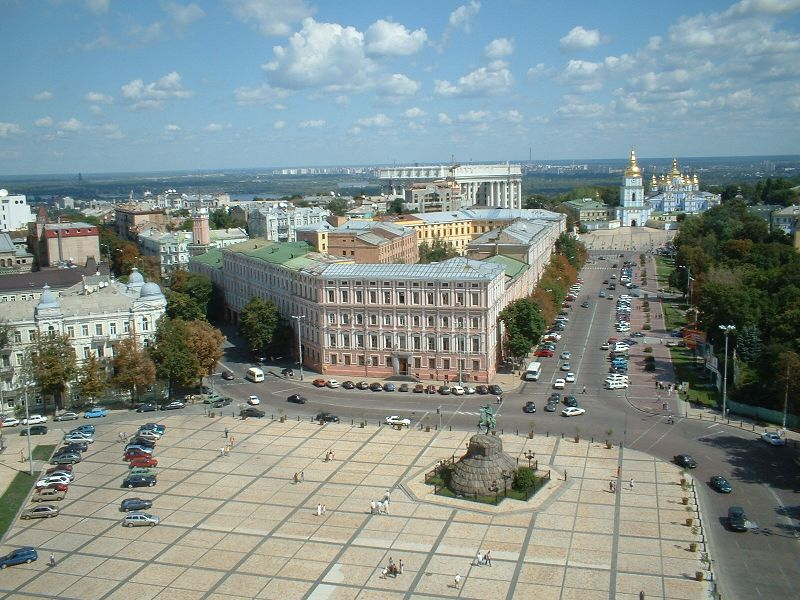
Краєвид із дзвіниці
Дзвіниця Софійського собору
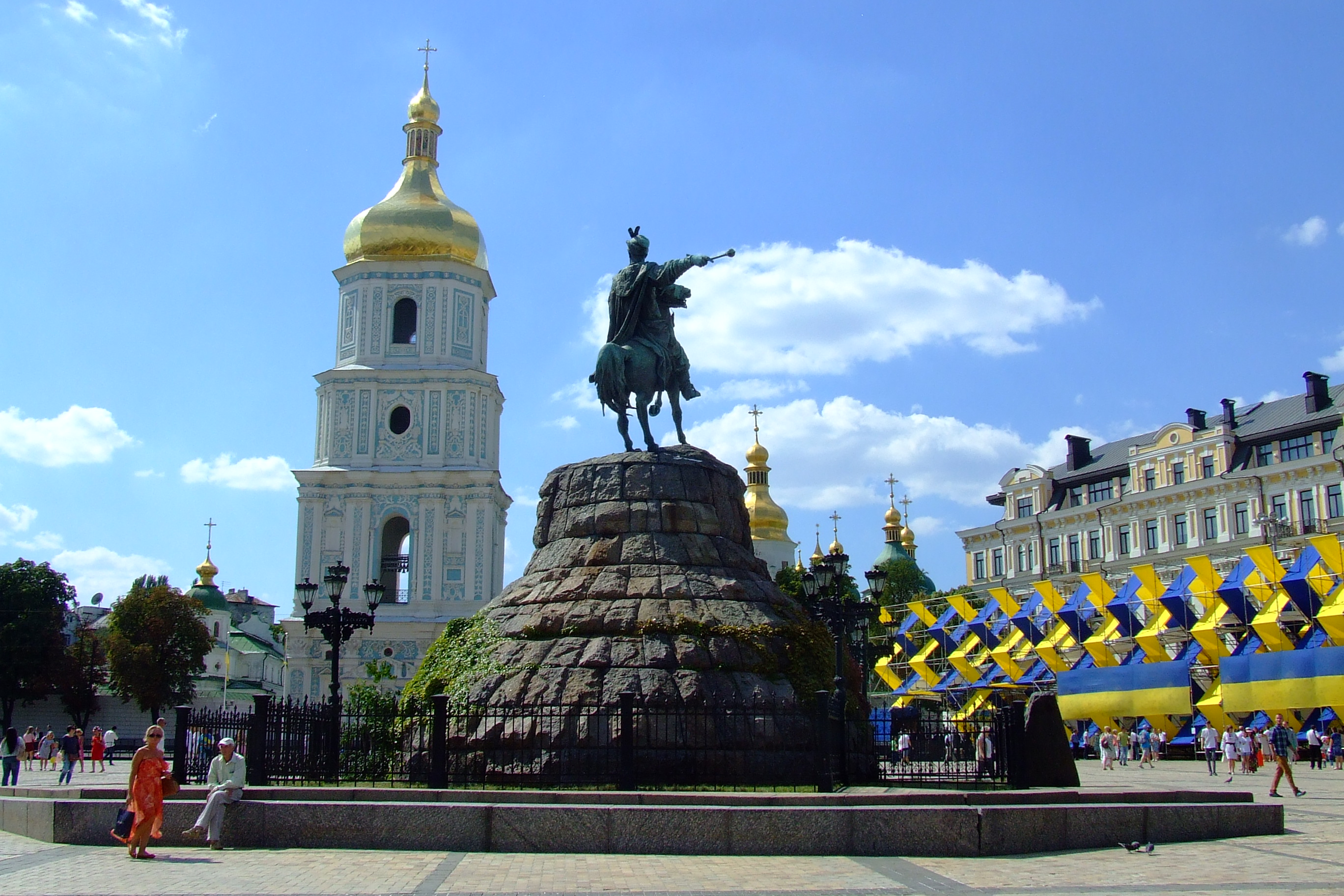
Богдан Хмельницький на Софійській площі